# Противоточная хроматография
Противоточная хроматография (ПТХ) является техникой жидкостной хроматографии которая применяется для двух несмешиваемых жидкостей без применения твердого наполнителя. Одна жидкость в качестве стационарной фазы, а другая в качестве подвижной. Жидкая стационарная фаза удерживается на месте за счёт силы гравитации или центробежной силы

## Жидкостная хроматография без наполнителя
Стандартная колоночная хроматография использует твёрдую стационарную фазу и жидкую подвижную фазу, в то время как газовая хроматография (ГХ) использует жидкую стационарную фазу как твёрдый наполнитель и газообразную подвижную фазу. В противоположность этому, в жидкостной хроматографии обе фазы, стационарная и подвижная, жидкие. Исключением твёрдого наполнителя, можно избежать постоянной адсорбции аналита в колонне, и таким образом достичь высокой степени извлечения аналита. Инструмент также легко меняется в зависимости от разных режимов работы сменой растворителя. В жидкостной хроматографии работа ограничена составом колонок, доступных для инструмента. Почти любая пара несмешиваемых растворов может быть использована в жидкостной хроматографии, и большинство инструментов можно применять в стандартном или обращенно-фазовом режиме.
В основном затраты на растворители ниже, чем при высокоэффективной жидкостной хроматографии (ВЭЖХ), а также отпадают затраты на покупку и утилизацию твёрдых адсорбентов. Другим преимуществом является то, что результаты лабораторных экспериментов можно масштабировать на производственные объемы. При проведении ГХ или ВЭЖХ в больших объёмах, разрешение теряется из-за соотношения поверхности к объему и динамики жидкости и газа; этого можно избежать когда обе фазы жидкие.

## Техники
ПТХ можно рассматривать как состоящую из трёх этапов: смешивание, осаждение и разделение (хотя часто они происходят непрерывно). Смешивание фаз необходимо для того, чтобы достичь большей площади интерфазы и чтобы аналит мог перемещаться между фазами в зависимости от коэффициента разделения.
Подвижная фаза смешивается и потом осаждается из стационарной фазы через колонку. Степень удерживания стационарной фазы (обратно пропорциональна к объёму потери или утечки стационарной фазы при разделении) является ключевым параметром. Инструменты высокого качества имеют высокую степень удерживания стационарной фазы. Время осаждения это свойство системы растворителей и матрицы проб, которые значительно влияют на время удерживания стационарной фазы.

### Капельная противоточная хроматография (КПТХ)
Капельная ПТХ является наиболее старой формой ПТХ. Для движения подвижной фазы через стационарную она использует только силу. При нисходящем режиме, капли более плотной подвижной фазы и образец спадают вниз через колонну в более лёгкую стационарную фазу только под действием гравитации.
Если используется менее плотная подвижная фаза, то она будет подниматься через стационарную фазу, что называется восходящим режимом. Элюент переходит из одной колонны в другую, чем больше колонн используются, тем больше теоретических тарелок колонны можно осуществить. Недостатком КПТХ является низкий расход, а также низкая смешиваемость для большинства бинарных систем растворителей, что делает эту технику малоэффективной и времязатратной.

### Высокоэффективная противоточная хроматография (ВЭПТХ)
Принцип действия оборудования ПТХ подразумевает применение колонки, состоящей из тубы намотанной вокруг бобины. Бобина вращается двухосевым вращающимся движением (кардиоид), что создает переменное поле тяжести (G), которое действует на колонну при каждом вращении. Это движение способствует тому, что колонна делает один разделяющий шаг на оборот и компоненты образца разделяются в колонне благодаря коэффициенту разделения между двумя используемыми несмешиваемыми жидкими фазами.
ВЭПТХ во многом работает так как ВСПТХ, но с одной существенной разницей. Семь лет научно-исследовательских разработок дали инструменты ВЭПТХ, которые генерируют силу G 240, тогда как машины ВСПТХ только 80 G. Данное увеличение уровня G и большего диаметра колонны десятикратно повысило производительность, благодаря улучшению расхода подвижной фазы и намного более высшему удерживанию стационарной фазы.
Противоточная хроматография является препаративной техникой жидкостной хроматографии, тем не менее, с учетом высшей силы G, с помощью инструментов ВЭПТХ на сегодняшний день можно оперировать малыми загрузками от нескольких миллиграмм, тогда как в прошлом необходимы были сотни миллиграммов.
Наиболее частые области применения этой техники включают очищение натуральных продуктов и разработку препаратов.

### Высокоскоростная противоточная хроматография (ВСПТХ)
Современная эра ПТХ началась с разработки доктора Dr. Yoichiro Ito планетарной центрифуги которая поддерживаем много форм колонн. Данные устройства пользуются малоизвестными способами установления невращающихся соединений между статором и ротором центрифуги. (Описание метода как этого достичь выходит за рамки изначальной темы. Каждая из многих книг, которые существуют, о повествующая о ПТХ, подробно описывает этот процесс

.)
Функционально, аппарат высокоскоростной ПТХ состоит из спиральной катушки инертных соединительных труб, которая вращается по планетарной оси и одновременно вращается эксцентрично по другой солярной оси. (Эти оси могут совпадать, но здесь указывается наиболее распространенный тип J CCC.) Эффект состоит в том, чтобы создать зоны смешивания и зоны осаждения, что быстро прогрессирует вдоль спиральной катушки. Это создает очень благоприятную среду для хроматографии.
Касательно дизайна данного инструмента, существует много возможных вариантов. Наиболее значимым является тороидальная ПТХ. Этот инструмент не применяет планетарное движение. В некотором смысле он очень похож на ЦРХ, с тем преимуществом, что не нужны поворотные уплотнения. Также в нем применяется капиллярная трубка вместо трубок большого диаметра, применяемых в спиралях других моделей ПТХ. Этот капиллярный канал способствует очень тщательному смешиванию двух фаз, несмотря на недостаток взбалтывания или других смешивающих сил. Данный инструмент дает быстрые аналитические разделения, которые при этом могут быть масштабированы до крупномасштабных инструментов ПТХ. Для примера смотрите очищение ксантанолида тут.

### Центробежная разделительная хроматография (ЦРХ)
Центробежная разделительная хроматография (ЦРХ) изобрела в 80-х годах японская компания Sanki Engineering Ltd, во главе с президентом Каничи Нуногаки. ЦРХ была затем интенсивно развита во Франции, начиная с конца 90-х годов. ЦРХ использует центробежную силу для скоростного разделения и достигает больших расходов, чем КПТХ (которая опирается на силу гравитации).
Центробежный разделительный хроматограф состоит из единого ротора (= колонны). Ротор вращается в центральной оси (в то время, как колонна ВСПТХ вращается по планетарной оси и одновременно вращается эксцентрично по солярной оси). Помимо меньших вибраций и шума, ЦРХ предлагает также больший выбор скоростей вращения (от 500 до 2000 об/мин) чем ВСПТХ. Это дает лучшую декантацию и удерживание неустойчивых бифазных систем (например, водно-водные системы или бутанол-водные системы).
Основы ЦРХ:
Ротор ЦРХ состоит из наставленных друг на друга дисков, которые имеют меленькие ячейки, сложенные одна с другой проходами голова/хвост. В этих ячейках собственно и происходит хроматографическое разделение, и их можно сравнить с линейно выстроенными отдельными воронками.
- Ротор (колонна)
- Диск с двойными ячейками
- Деталь диска с двойными ячейками
- Деталь двойных ячеек

Ротор заполняется стационарной фазой, которая остается внутри ротора благодаря скорости вращения, в то время как подвижная фаза закачивается через неё. ЦРХ можно использовать в нисходящем и восходящем режиме, где направление соотносится с силой, генерируемой ротором нежели гравитацей. Учитывая быстрое и постоянное развитие дизайна ячеек, улучшились эффективность и расход с низким противодавлением. На сегодняшний день ЦРХ позволяет делать прямое масштабирование из аналитического аппарата (несколько миллилитров) до аппаратов промышленной величины (несколько литров) для быстрого серийного производства.
- Восходящий режим
- Нисходящий режим

### БЦРХ — Быстрый Центробежный Разделительный Хроматограф
Быстрый Центробежный Разделительный Хроматограф (БЦРХ) работает на базе принципов жидкость-жидкостной хроматографии: две несмешиваемые жидкие фазы смешиваются вместе для формирования двухфазной системы, а затем разделяются несколько раз. Отдельные элиюты изолированы на разных коэффициентах распределения каждого вещества в данной двухфазной системе. Одна из жидких фаз двухфазовой системы используется в качестве стационарной жидкой фазы: она подается в колонну (ротор) во время её вращения при умеренной скорости. Стационарная фаза удерживается внутри ротора при помощи генерируемой центробежной силы.
Другая фаза двухфазной системы используется в качестве подвижной фазы, содержащей элюиты, которые необходимо извлечь. Она подается под давлением в ротор и перекачивается через стационарную фазу. Обе фазы смешиваются вместе. Именно на этом этапе и происходит обмен молекулами между двумя фазами. Разделение элюитов осуществляется за счет соотношения коэффициентов распределения (Kd) каждого элюита между подвижной и стационарной фазой. Затем подвижная фаза сливается через выход одной ячейки и попадает в другую. Элюированные фракции подвижной и стационарной фазы собираются за отрезки времени от нескольких минут до нескольких часов. Эти фракции или элюаты будут содержать отдельные очищенные элюиты.
- Коэффициент распределения (Kd)

## Режимы работы
- Обращённо-фазовый — Подвижная водная фаза — Более плотная фаза закачивается как подвижная фаза.
- Нормально-фазовый — Подвижная органическая фаза — Менее плотная фаза используется в качестве подвижной.
- Двухрежимный: Подвижная и стационарная фаза меняются местами в ходе работы.
- Градиентный: Концентрация одного или больше компонентов в подвижной фазе варьируется в ходе работы с целью достижения оптимального разрешения при широком диапазоне полярностей. Например, метанол-вода при градиентном режиме может быть использован чистый гептан в качестве стационарной фазы. Это невозможно при бинарных системах, ввиду значительных потерь стационарной фазы.
- Элюция экструзией (ЭЭПТХ): Подвижная фаза вытесняется после определенного момента меняя фазу, которая закачивается в систему. Например, во время элюирования порция разделения где система этил ацетат-вода движется сверху вниз, водная подвижная фаза закачивается в систему. Для того, чтобы поменять ход вытеснения, органическая фаза закачивается в систему. Это можно проводить или с помощью клапана на входе одиночного насоса, или, в идеале, с помощью интегрированной системы из двух или трех насосов, где каждый отведен на одну фазу бинарной смеси, или на промежуточный растворитель промывки. Это также дает высокую степень разделения компонентов со сродными подвижными фазами. Нужен только объём растворителя равен объёму одной колонны.
- Зонное рафинирование pH: используются кислотные и базовые растворители для элюирования аналитов на базе их коэффициента распределения pKa.